# Coscinodon arsenei
Coscinodon arsenei là một loài Rêu trong họ Grimmiaceae. Loài này được Thér. mô tả khoa học đầu tiên năm 1928.